# Tom Bacher

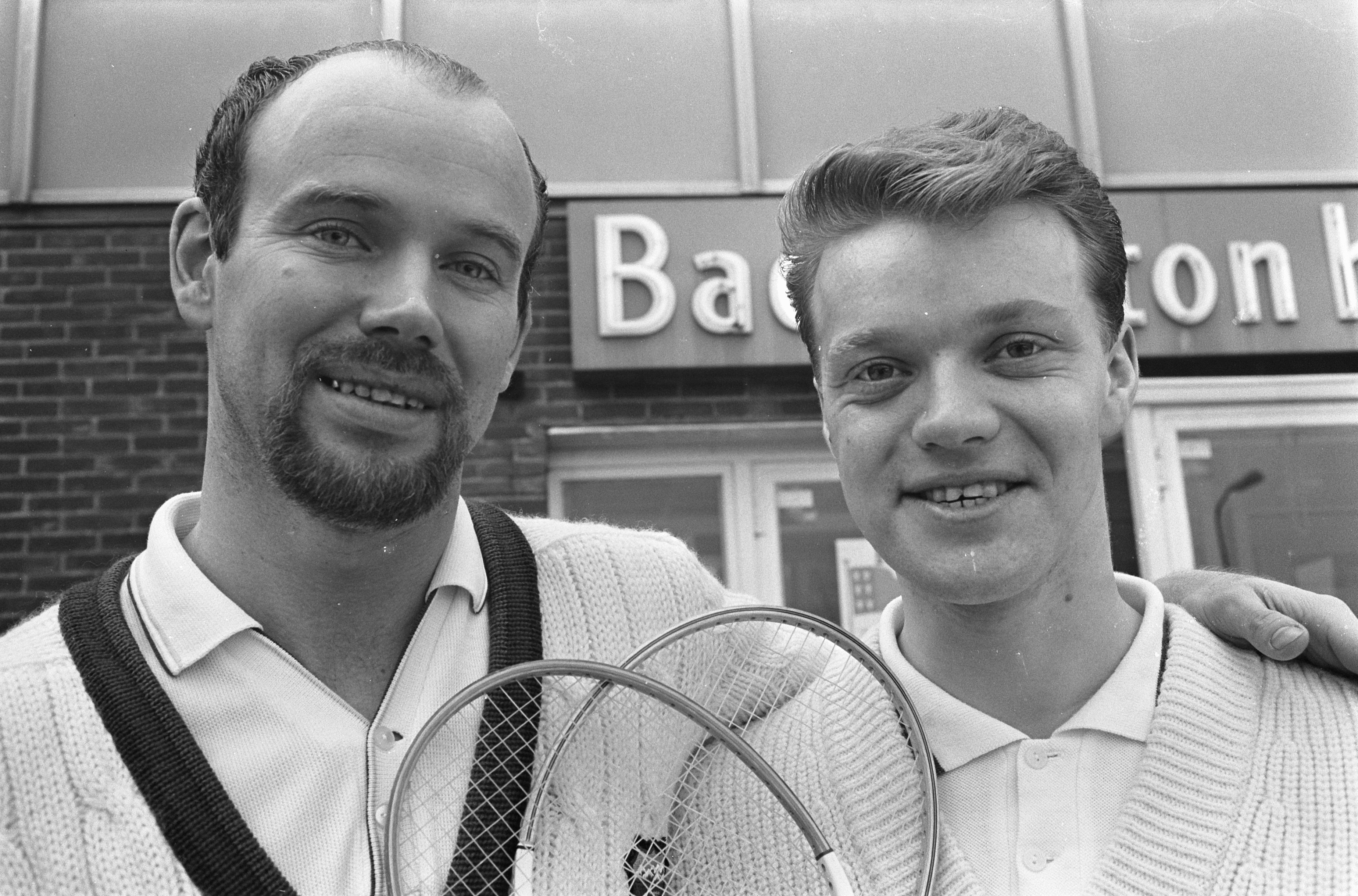
Tom Bacher (rechts) 1968

Tom Christensen-Bacher (* 16. November 1941; † 4. Oktober 2017) war ein dänischer Badmintonspieler, Badmintontrainer und Badmintonfunktionär.

## Karriere
Als Spieler verzeichnet Bacher als größten Erfolg den Gewinn der All England 1970. Nach dem Erfolg bei den Scottish Open 1974 begann er eine Trainerkarriere. Von 2004 bis 2010 war er Präsident von Badminton Europe.

## Sportliche Erfolge
| Saison | Veranstaltung           | Disziplin    | Platz | Name                        |
| ------ | ----------------------- | ------------ | ----- | --------------------------- |
| 1963   | Norwegian International | Herreneinzel | 1     | Tom Christensen-Bacher      |
| 1965   | Dutch Open              | Herreneinzel | 1     | Tom Bacher                  |
| 1967   | Dutch Open              | Herrendoppel | 1     | Erland Kops / Tom Bacher    |
| 1967   | Austrian International  | Herreneinzel | 1     | Tom Bacher                  |
| 1968   | Norwegian International | Herrendoppel | 1     | Tom Bacher / Klaus Kaagaard |
| 1969   | Austrian International  | Herrendoppel | 1     | Tom Bacher / Poul Petersen  |
| 1969   | Austrian International  | Mixed        | 1     | Tom Bacher / Bente Jeppesen |
| 1970   | All England             | Herrendoppel | 1     | Tom Bacher / Poul Petersen  |
| 1973   | Austrian International  | Herrendoppel | 1     | Tom Bacher / Poul Petersen  |
| 1974   | Scottish Open           | Herrendoppel | 1     | Punch Gunalan / Tom Bacher  |